# Pseudodynerus subapicalis
Pseudodynerus subapicalis är en stekelart som först beskrevs av Fox 1902.  Pseudodynerus subapicalis ingår i släktet Pseudodynerus och familjen Eumenidae. Inga underarter finns listade i Catalogue of Life.